# Pétrel des Kerguelen
Aphrodroma brevirostris
Genre
Espèce
Synonymes
- Lugensa brevirostris (Lesson, 1831)
- Pterodroma brevirostris

Statut de conservation UICN

 LC  : Préoccupation mineure

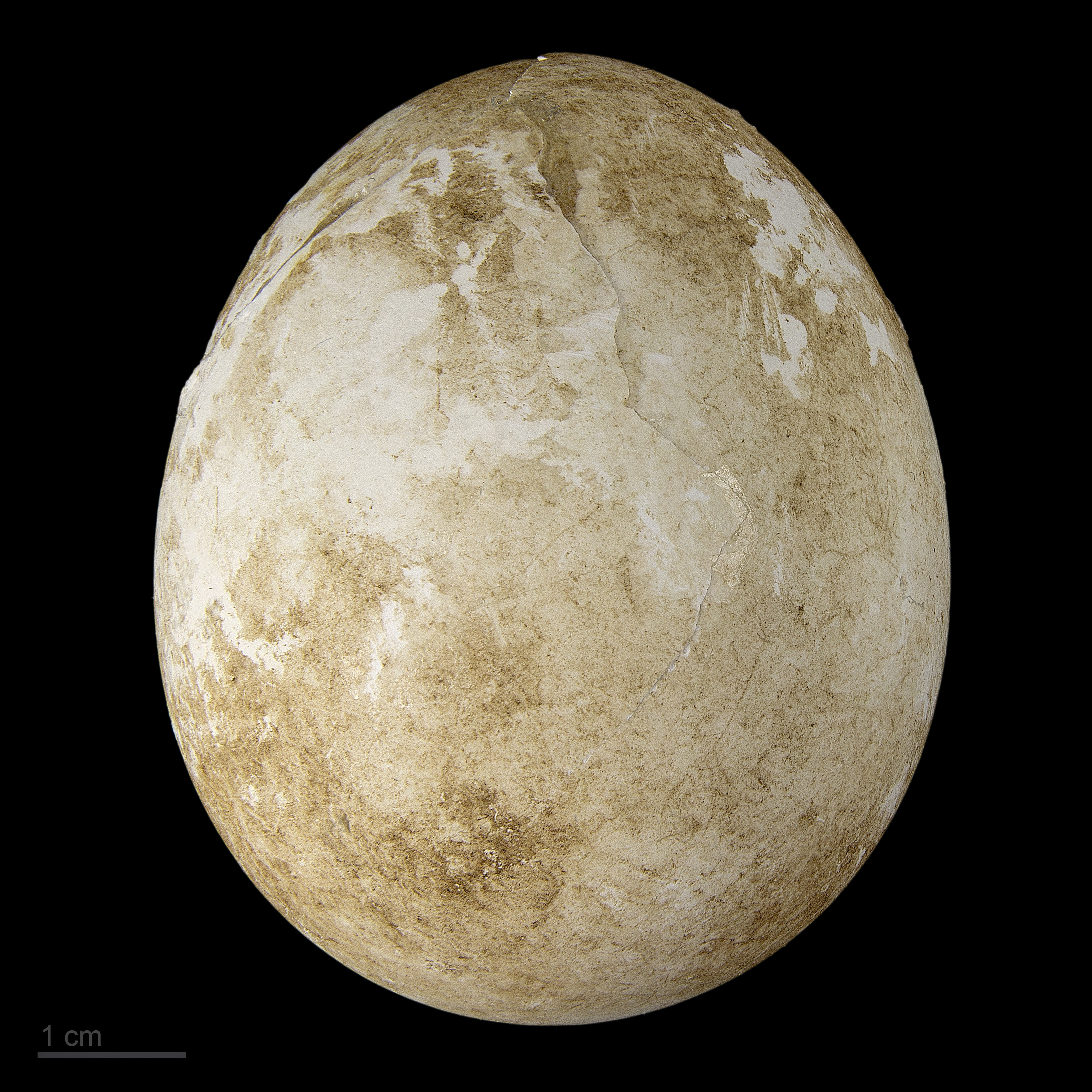
Aphrodroma brevirostris - MHNT

Le Pétrel des Kerguelen (Aphrodroma brevirostris) est une espèce d'oiseaux de mer de la famille des Procellariidae, seule espèce représentante du genre Aphrodroma.
Malgré son nom rappelant les îles Kerguelen, cet oiseau est répandu à travers toutes les îles sub-antarctiques. 
Si son nom anglais, allemand ou espagnol rappelle également les Kerguelen, son nom reprend ses caractéristiques physiques en portugais , « pétrel à bec court »  ou en norvégien, « pétrel à ailes argentées ».